# Redukcja wyrazów podobnych
Redukcja wyrazów podobnych – dodawanie (odejmowanie) wyrazów podobnych różniących się jedynie współczynnikiem, na przykład jednomianów, w celu uproszczenia zapisu wyrażenia.

## Przykłady
- {\displaystyle 4x+7y-8y+9=4x+(7-8)y+9=4x-y+9}
- {\displaystyle 2f(a)+4f(b)-3f(b)+7f(a)-5f'(x)=(2+7)f(a)+(4-3)f(b)-5f'(x)=9f(a)+f(b)-5f'(x)}